# Mediolanum Capta Est
A Mediolanum Capta Est a norvég black metal együttes Mayhem koncertalbuma, a címének magyar jelentése „Milánó elfoglalva”. Egy 1998. november 2-ai koncertfelvételt tartalmaz, amit – címének megfelelően – Milánóban vettek fel. A fellépésen a zenekar addigi összes fontosabb kiadványáról (Pure Fucking Armageddon (1986), Deathcrush (1987), De Mysteriis Dom Sathanas (1994), Wolf's Lair Abyss (1997)) játszottak számokat.

## Számlista
| #   | Cím                     | Hossz |
| --- | ----------------------- | ----- |
| 1.  | Silvester Anfang        | 1:51  |
| 2.  | Deathcrush              | 3:31  |
| 3.  | Fall of Seraphs         | 6:34  |
| 4.  | Carnage                 | 4:42  |
| 5.  | Necrolust               | 3:47  |
| 6.  | Ancient Skin            | 5:42  |
| 7.  | Freezing Moon           | 6:50  |
| 8.  | Symbols of Bloodswords  | 4:52  |
| 9.  | From the Dark Past      | 5:12  |
| 10. | Chainsaw Gutsfuck       | 5:16  |
| 11. | I Am Thy Labyrinth      | 6:14  |
| 12. | Pure Fucking Armageddon | 1:01  |

## Közreműködők
- Sven Erik Kristiansen (Maniac) – ének
- Rune Eriksen (Blasphemer) – gitár
- Jørn Stubberud (Necrobutcher) – basszusgitár
- Jan Axel Blomberg (Hellhammer) – dobok
- Csihar Attila – vendégének a „From the Dark Past” számon

## Fordítás
- Ez a szócikk részben vagy egészben  a   Mediolanum Capta Est című angol Wikipédia-szócikk ezen változatának fordításán alapul.  Az eredeti cikk szerkesztőit annak laptörténete sorolja fel. Ez a jelzés csupán a megfogalmazás eredetét és a szerzői jogokat jelzi, nem szolgál a cikkben szereplő információk forrásmegjelöléseként.